# Fenestraria rhopalophylla
Fenestraria es un género monotípico de plantas suculentas perteneciente a la familia Aizoaceae. Esta especie es llamada planta ventana. Su única especie es Fenestraria rhopalophylla.

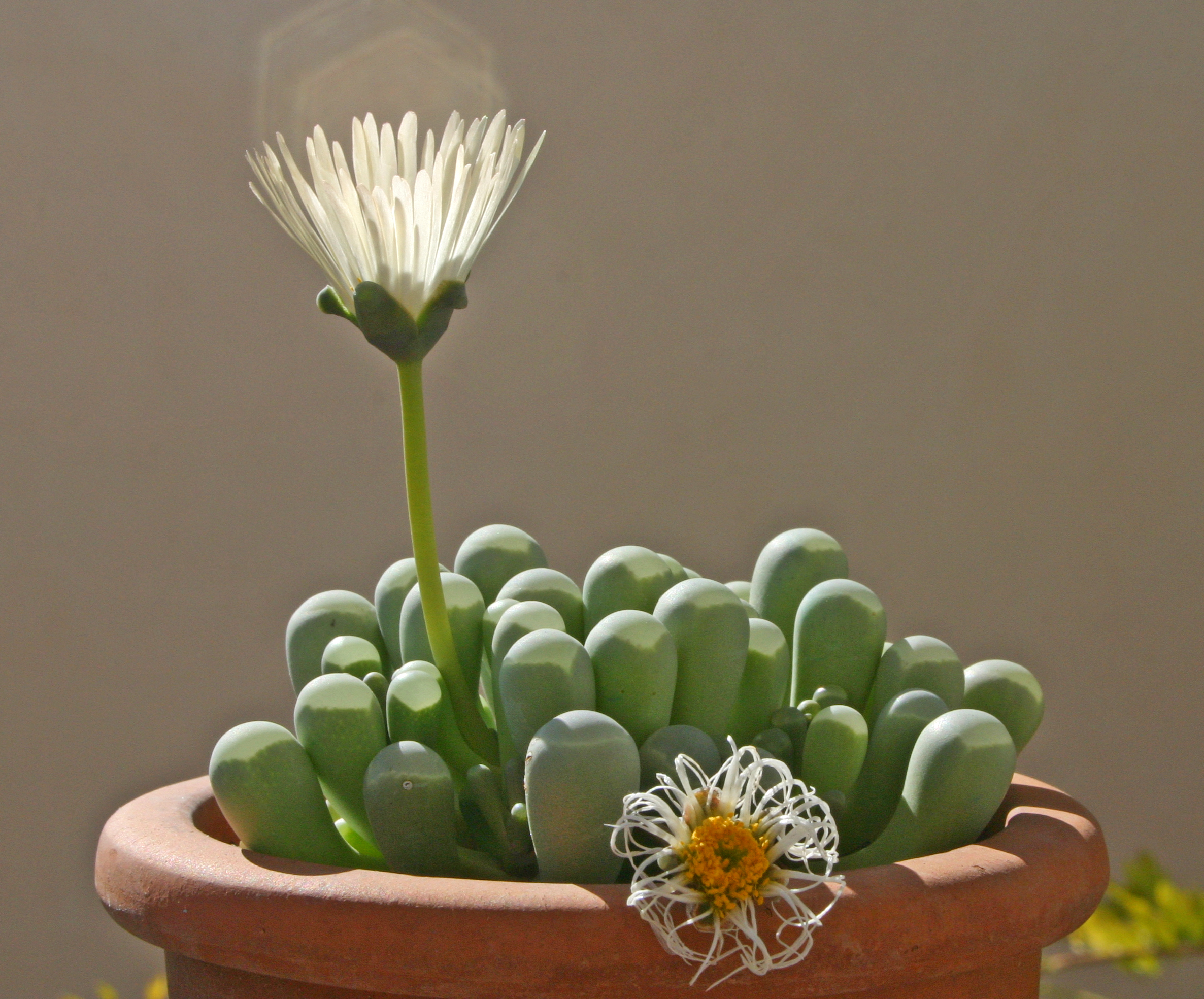
Vista de la planta

## Descripción
Esta planta se encuentra a menudo cubierta por la arena y sus hojas transparentes permiten que le llegue la luz para la fotosíntesis. F. rhopalophylla es nativa de Namibia y Namaqualand en Sudáfrica. La planta crece en terrenos arenosos con menos de 100 mm de lluvia anuales. 
F. rhopalophylla parece similar a Frithia pulchra, aunque sus hojas son diferentes. 
F. rhopalophylla tiene flores amarillas, comparadas con las flores rosas de F. pulchra.

## Taxonomía
Fenestraria rhopalophylla fue descrito por Nicholas Edward Brown y publicado en The Gardeners' Chronicle & Agricultural Gazette III, 82: 263. 1927.
Etimología
En cada hoja hay un área transparente, como una ventana por lo que su nombre en latín se refiere a la misma: "fenestra" (ventana). 
Subespecies
- F. rhopalophylla subsp. rhopalophylla
- F. rhopalophylla subsp. aurantiaca (=*F. aurantiaca)